# Caló d'Es Trui
La playa Caló d'Es Trui está situada en la isla de Formentera, en la comunidad autónoma de las Islas Baleares, España.
Es una playa de rocas con difícil acceso.